# Bruchus rufimanus
Bruchus rufimanus es una especie de escarabajo del género Bruchus, familia Chrysomelidae. Fue descrita científicamente por Boheman en 1833.
Habita en Reino Unido, Portugal, Suecia, Alemania, Francia, Japón, Países Bajos, España, Noruega, China, Estonia, Austria, Bélgica, Polonia, Túnez, Argelia, Finlandia, Italia, Checa, Sudáfrica, Rusia, Suiza, Lituania, Argentina, Dinamarca, Grecia, Ucrania, Australia, Bulgaria, Brasil, Chile y los Estados Unidos.
Mide 3.1–4.4 mm. Se alimenta de frijoles almacenados, Phaseolus, Vicia, Lathyrus, Lupinus, Pisum, Lens, Cicer, entre otras.

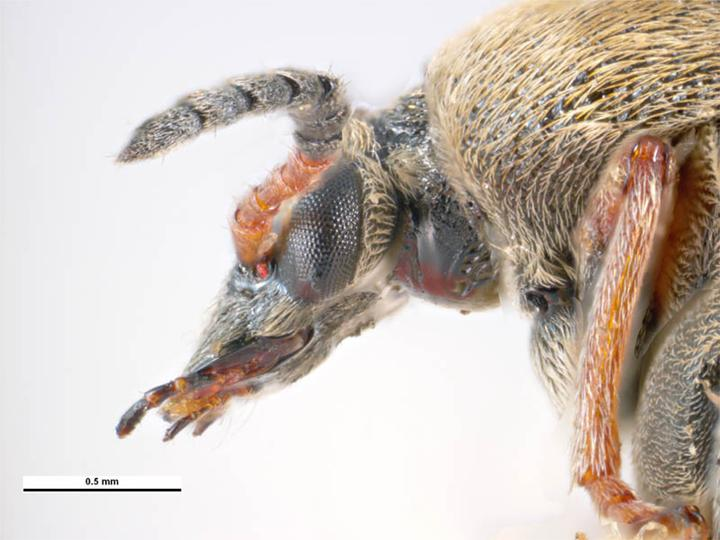
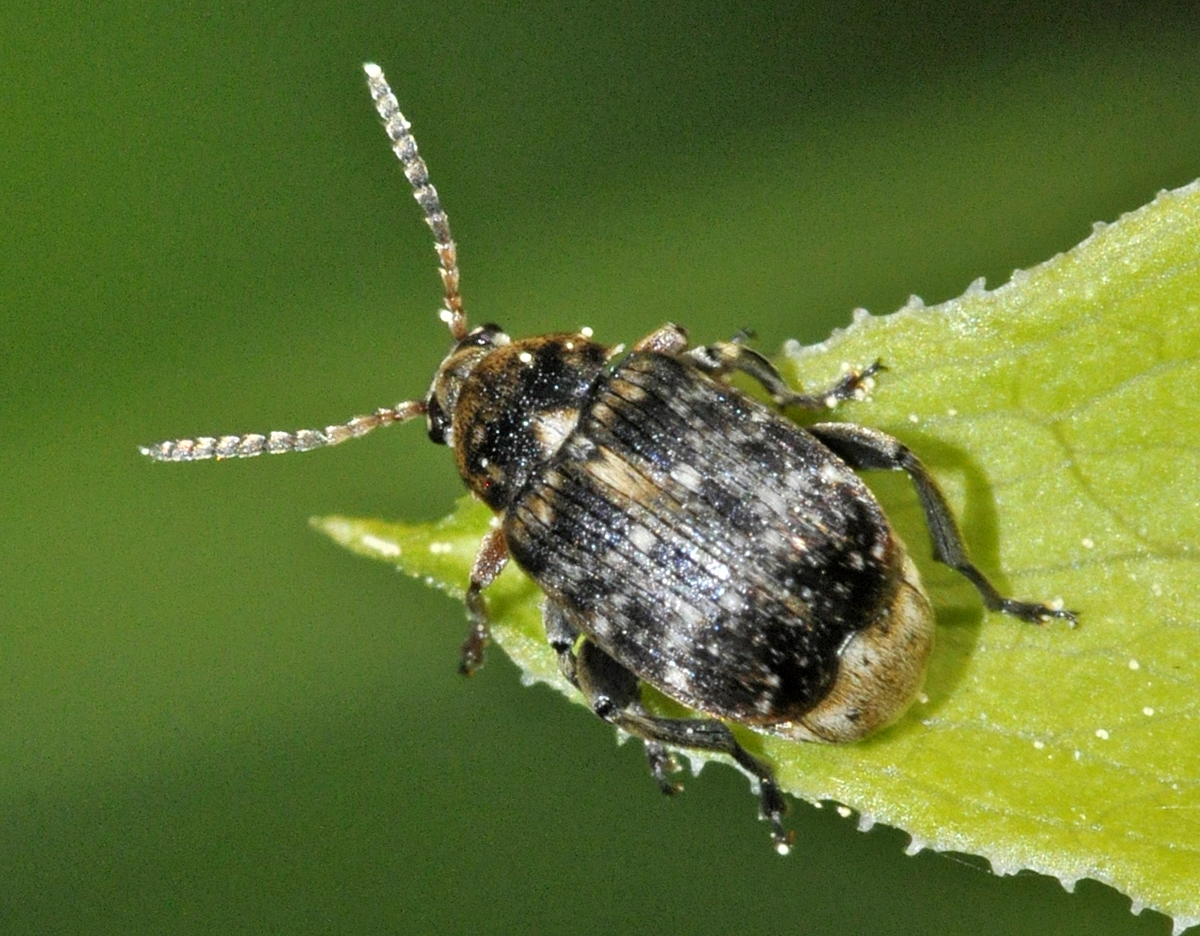
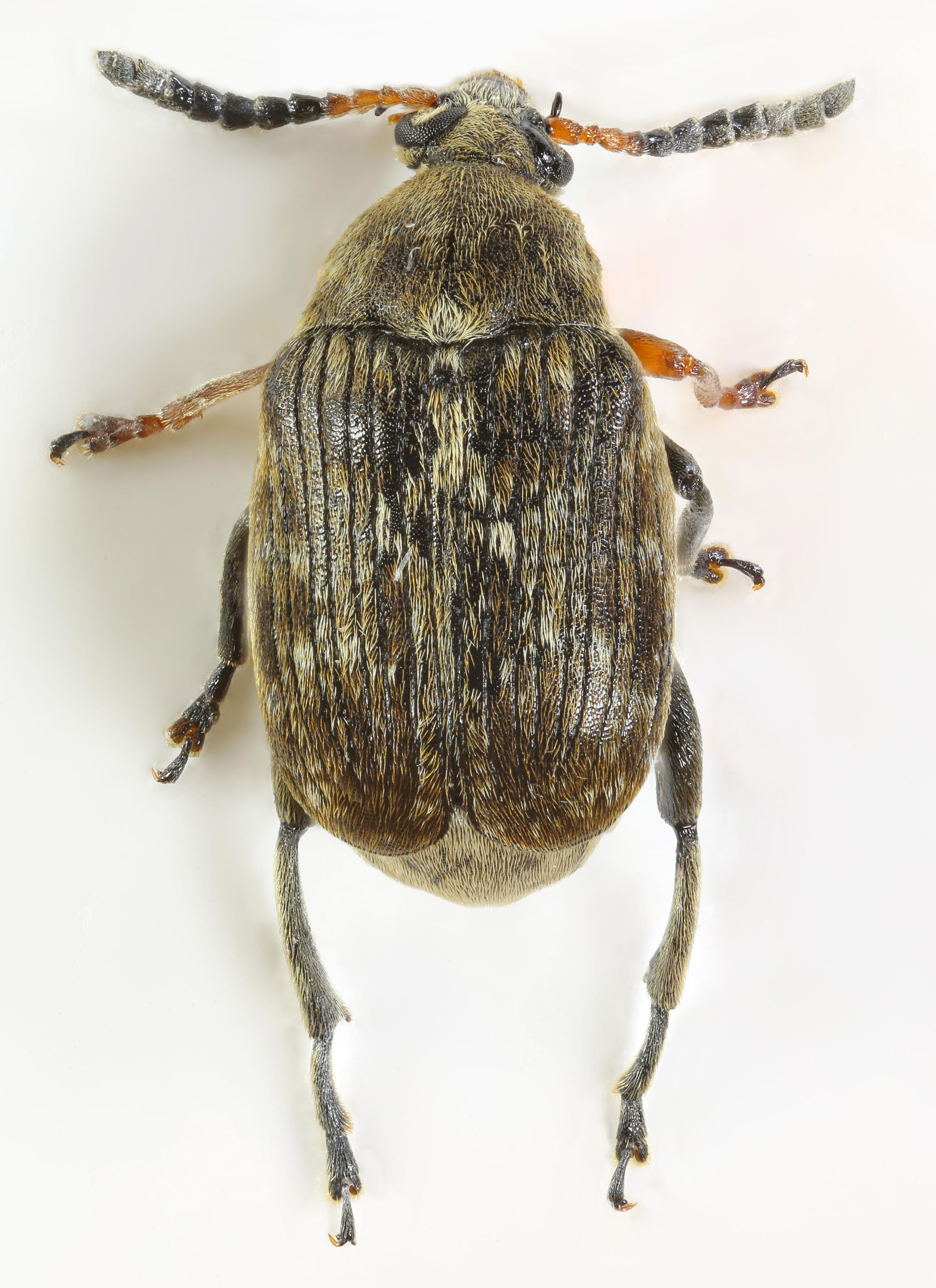
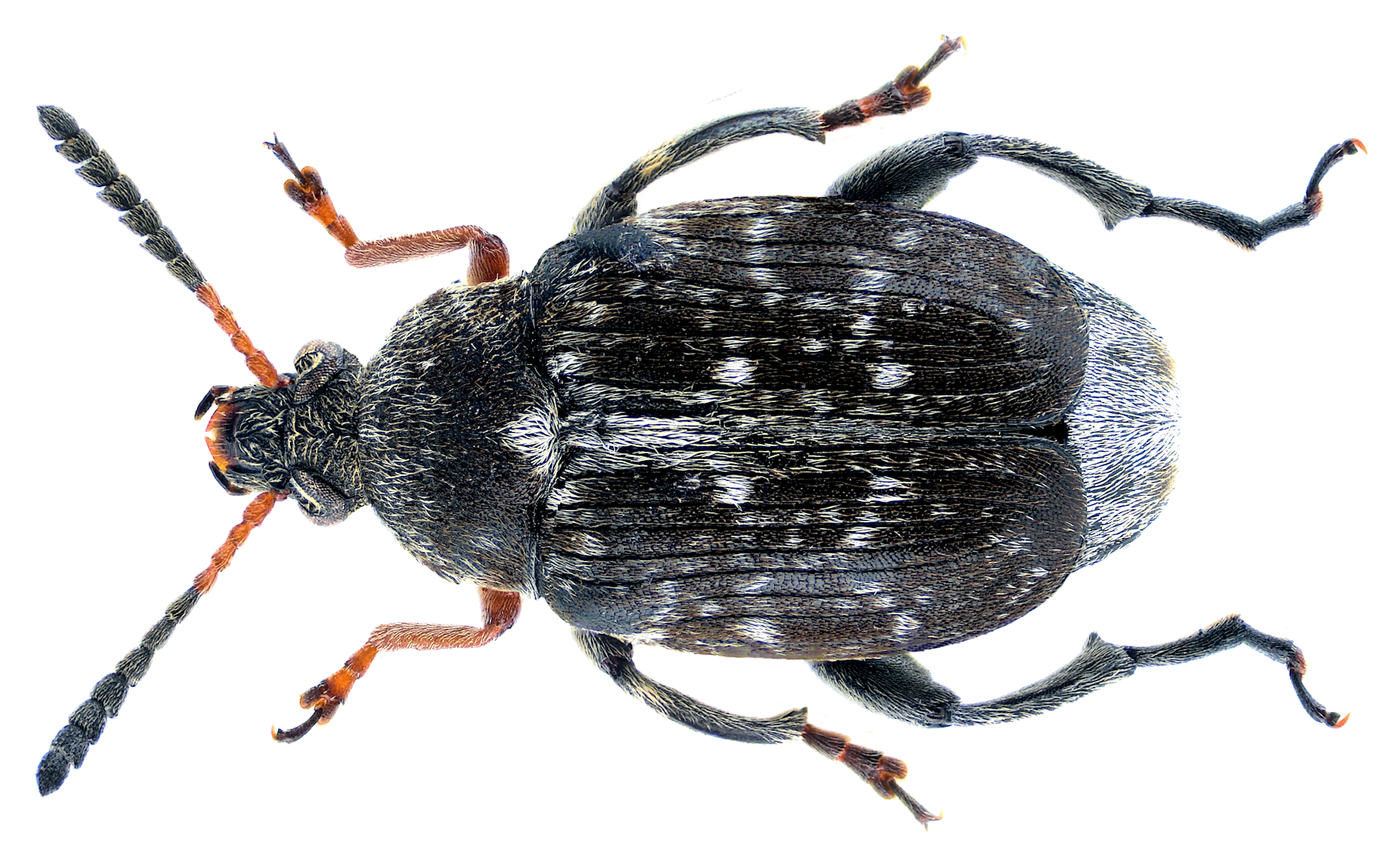
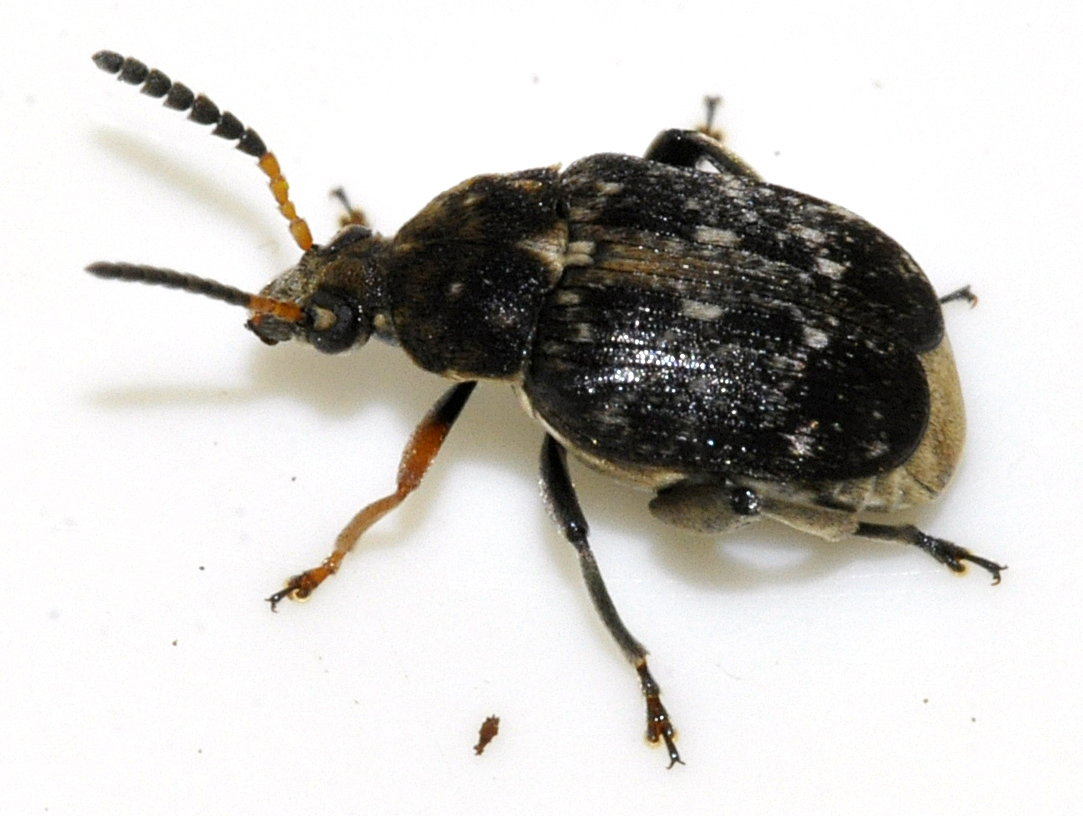